# (23355) Elephenor
(23355) Elephenor ist ein Asteroid aus der Gruppe der Jupiter-Trojaner. Damit werden Asteroiden bezeichnet, die auf den Lagrange-Punkten auf der Bahn des Jupiter um die Sonne laufen.
(23355) Elephenor wurde am 17. Oktober 1960 von den niederländischen Astronomen Cornelis Johannes van Houten, Ingrid van Houten-Groeneveld und Tom Gehrels am Palomar-Observatorium entdeckt. Er ist dem Lagrangepunkt L4 zugeordnet.
Der Asteroid ist nach König Elephenor von Euböa benannt. Dieser fiel im letzten Jahr des Trojanischen Krieges durch die Hand des Trojaners Agenor.